# Дистръкшън
„Дистръкшън“ (на английски: Destruction) е траш метъл група в Германия от средата на 1980-те години. В началото групата е основана от Шмиър, Майк и Томи.

## Състав
- Schmier – вокали, бас
- Mike Sifringer – китара
- Wawrzyniec „Vaaver“ Dramowicz – барабани

## История
През 1984 SPV Records виждат големия потенциал на Destruction и подписват договор с тях.
Същата година излиза и дебютният албум на групата – „Sentence To Death“. Триото тръгва на европейско турне със Slayer и участва в легендарния фествал „World War III“.
1986 е годината, в която излиза „Eternal Devastation“ и започва съвместното турне на Destruction, Kreator и Rage.
Томи напуска групата. На негово място идва Оли, а Хари става вторият китарист на Destruction. Двамата показват уменията си в албума „Mad Butcher“ и се развихрят още повече в „Release From Agony“, излязъл след турнето с Motorhead.
След като „Live Without Sense“ е издаден през 1989, Шмиър напуска групата и става фронтмен на Headhunter, която няма успеха на предишната му банда. Destruction свирят с гост-вокала Андре от Poltergeist. След напускането на Шмиър, Оли и Майк не успяват да издадат много успешни продукти. Едва през 1999 Шмиър, който междувременно е станал управител на бистро, е подтикнат от феновете и едно музикално списание да реформира Destruction.
Шмиър и Майк отново се събират заедно с новия си барабанист – Свен. През 2000 г. издават „All Hell Breaks Loose“. Последвалият албум – „The Antichrist“ надхвърля очакванията.
Октомври, 2001, Свен напуска Destruction, защото иска да отдели повече време на семейството си. Новият барабанист става Марк, който малко по-късно заминава с групата на световно турне. Съвместните концерти на Destruction, Sodom и Kreator стигат чак до Южна Америка.
В САЩ Шмиър претърпява неприятно счупване на ръката. Турнето на групата във Великобритания е отменено. Концертите в Австралия обаче се състоят. По това време излиза и албумът „Metal Discharge“.

## Дискография
- Day of Reckoning (2011)
- D.E.V.O.L.U.T.I.O.N. (2008)
- Thrash Anthems (2007)
- Invertor Of Evil (2005)
- Live Discharge (20 years of total Destruction) (2004)
- Metal Discharge (2003)
- The Antichrist (2001)
- All Hell Breaks Loose (2000)
- The Least Successful Human Cannonball (1998)
- Them Not Me (1995)
- Destruction (1994)
- Cracked Brain (1990)
- Live Without Sense (1989)
- Release From Agony (1988)
- Mad Butcher (1987)
- Eternal Devastation (1986)
- Infernal Overkill (1985)
- Sentence Of Death (1984)